# 유데나필
유데나필(Udenafil)은 동아제약이 전 세계 중 동아시아 국가에서 네 번째로 개발하여, 자이데나(Zydena)라는 상품명으로 판매되는 발기부전 치료제이다. 이것은 다른 발기부전 치료제인 실데나필, 타달라필, 바데나필과 마찬가지로 PDE5 저해제이다.

## 처방 및 구매 조건

### 대한민국에서
실데나필 성분의 '비아그라'를 비롯한, 타달라필 성분의 '시알리스'와 똑같이, 현행법상 '오남용 우려 의약품'으로 엄연히 분류되어, 판매 허용량은 1인당 하루 2알 한 달에 8알로 제한된다. 병의원 처방 조제 약국에서 구매할 경우, 심혈관계 질환이 없다는 의사의 진단서 원본과 원외 처방전을 반드시 제출해야 되고, 청소년 보호법상, 만 19세 미만의 미성년자에겐 판매가 법적으로 금지된다.

## 같이 보기
- 실데나필 (비아그라 - 화이자)
- 타달라필 (시알리스 - 일라이 릴리 앤드 컴퍼니)